# Serie B (pallamano maschile)
La Serie B è il torneo di terzo ed ultimo livello del campionato italiano di pallamano maschile.

Organizzato dalla Federazione Italiana Giuoco Handball, esso si disputa dalla stagione 1972-73 e da allora si è sempre svolto senza interruzioni. Organizzato su scala nazionale, dalla stagione 1997-98 è stato disputato su scala interregionale scendendo dal secondo al terzo livello ovvero terza suddivisione su scala nazionale, nonché precedente la Serie C scesa da questo ultimo al quarto od ultima categoria a sostituzione della soppressa Serie D, a sua volta nata nel 1978.
La Serie B è l'ultima serie ed è organizzata su gironi geografici regionali.

La vittoria nel campionato dà diritto alle squadre vincitrici di partecipare nella stagione seguente alla Serie A Silver.

A tutto il 2024 le edizioni del torneo disputate sono 53.

## Denominazione
Nel corso delle varie stagioni il torneo ha assunto le seguenti denominazioni:
- Dalla stagione 1972-73 alla stagione 1985-86: Serie C
- Dalla stagione 1986-87 alla stagione 2004-05: Serie B
- Dalla stagione 2005-06 alla stagione 2011-12: Serie A2
- Dalla stagione 2012-13 ad oggi: Serie B

## Formula
Al torneo partecipano un numero variabile di squadre, il che è dovuto al fatto che la partecipazione è consentita a tutte le società di pallamano. La suddivisione delle squadre avviene in gironi regionali composti da almeno quattro squadre. Al termine della stagione le squadre vincitrici dei vari gironi regionali vengono promosse in Serie A Silver.

## Albo d'oro
L'albo d'oro della categoria viene registrato a partire dalla stagione 1997-98 con la pubblicazione dell'annuario della FIGH.
| Edizione    | Club Promossi                         | Club Retrocessi                       |
| ----------- | ------------------------------------- | ------------------------------------- |
| Serie B     |                                       |                                       |
| 1997 - 1998 | Per i dettagli vedere pagina apposita | Per i dettagli vedere pagina apposita |
| 1998 - 1999 | Per i dettagli vedere pagina apposita | Per i dettagli vedere pagina apposita |
| 1999 - 2000 | Per i dettagli vedere pagina apposita | Per i dettagli vedere pagina apposita |
| 2000 - 2001 | Per i dettagli vedere pagina apposita | Per i dettagli vedere pagina apposita |
| 2001 - 2002 | Per i dettagli vedere pagina apposita | Per i dettagli vedere pagina apposita |
| 2002 - 2003 | Per i dettagli vedere pagina apposita | Per i dettagli vedere pagina apposita |
| 2003 - 2004 | Per i dettagli vedere pagina apposita | Per i dettagli vedere pagina apposita |
| 2004 - 2005 | Per i dettagli vedere pagina apposita | Per i dettagli vedere pagina apposita |
| Serie A2    |                                       |                                       |
| 2005 - 2006 | Per i dettagli vedere pagina apposita | Per i dettagli vedere pagina apposita |
| 2006 - 2007 | Per i dettagli vedere pagina apposita | Per i dettagli vedere pagina apposita |
| 2007 - 2008 | Per i dettagli vedere pagina apposita | Per i dettagli vedere pagina apposita |
| 2008 - 2009 | Per i dettagli vedere pagina apposita | Per i dettagli vedere pagina apposita |
| 2009 - 2010 | Per i dettagli vedere pagina apposita | Per i dettagli vedere pagina apposita |
| 2010 - 2011 | Per i dettagli vedere pagina apposita | Per i dettagli vedere pagina apposita |
| 2011 - 2012 | Per i dettagli vedere pagina apposita | Per i dettagli vedere pagina apposita |
| Serie B     |                                       |                                       |
| 2012 - 2013 | Per i dettagli vedere pagina apposita | Per i dettagli vedere pagina apposita |
| 2013 - 2014 | Per i dettagli vedere pagina apposita | Per i dettagli vedere pagina apposita |
| 2014 - 2015 | Per i dettagli vedere pagina apposita | Per i dettagli vedere pagina apposita |
| 2015 - 2016 | Per i dettagli vedere pagina apposita | Per i dettagli vedere pagina apposita |
| 2016 - 2017 | Per i dettagli vedere pagina apposita | Per i dettagli vedere pagina apposita |
| 2017 - 2018 | Per i dettagli vedere pagina apposita | Per i dettagli vedere pagina apposita |
| 2018 - 2019 | Per i dettagli vedere pagina apposita | Per i dettagli vedere pagina apposita |
| 2019 - 2020 | Per i dettagli vedere pagina apposita | Per i dettagli vedere pagina apposita |
| 2020 - 2021 | Per i dettagli vedere pagina apposita | Per i dettagli vedere pagina apposita |
| 2021 - 2022 | Per i dettagli vedere pagina apposita | Per i dettagli vedere pagina apposita |
| 2022 - 2023 | Per i dettagli vedere pagina apposita | Per i dettagli vedere pagina apposita |